# سينتية
سينتية كنيزي (الاسم العلمي: Cintia)، نوع من الصبار الصغير موطنه جبال الأنديز المرتفعة في بوليفيا. اكتشفه كاريل كنيزي (Karel Kníže) في عام 1969 على ارتفاع 4000 متر (13000 قدم) بالقرب من أوتافي، في مقاطعة بوتوسي، بوليفيا. ومع ذلك، لم يوصف رسميًا حتى عام 1996 من قبل جان شيها. سُمي الجنس على اسم بلدة سينتي في مقاطعة تشوكيساكا.
هو نبات انفرادي، أخضر اللون، كروي الشكل، وقطره قرابة 3-5 سم. تنمو جذوره الدرنية الشبيهة بالجزر حتى طول 10 سم. تغوص هَلَلهُ بين الحديبات الصوفية، عديمة الأشواك. أزهارها صفراء تظهر على طرف الساق ويبلغ قطرها 3-4 سم.
أُقترح وضع هذا النوع من الصبار في جنس الكوبيابوية (Copiapoa).